# Америка
Америке су земље западне хемисфере или Новог света које се састоје од континената Северна Америка и Јужна Америка са свим придруженим острвима и регијама. Америке покривају 8,3% укупне површине Земље (28,4% копна) и садрже 14,2% светског становништва. Израз је релативно нов и представља нешто јаснију алтернативу изразу Америка, који може означавати и целу копнену масу или Сједињене Америчке Државе. Оригинални израз се користио за оно што се понекад сматра једним континентом или суперконтинентом, при чему Америке представљају скупни израз за копнену масу и поједине регију у њему. Када се користи за копнену масу, израз који одговара Америци или Америкама су Евроазија, која се састоји од Европе и Азије, односно Африка-Евроазија, која означава Евроазију и Африку.
Заједно са повезаним острвима, Америка покрива 8% укупне површине Земље и 28,4% њене копнене површине. У топографији доминирају амерички Кордиљери, дугачак ланац планина који се протеже дуж западне обале. Равном источном страном Америке доминирају велики речни сливови, попут Амазона, басена реке Сен Лорен-Великих језера, Мисисипија и Ла Плате. Будући да се Америка простире на 14.000 km (8.700 mi) од севера до југа, клима и екологија увелико варирају, од арктичке тундре Северне Канаде, Гренланда и Аљаске, до тропских кишних шума у Централној Америци и Јужној Америци.
Људи су први пут населили Америку из Азије пре између 42.000 и 17.000 година. Друга миграција народа који су говорили на-дене језике уследила је касније из Азије. Каснија миграција Инуита у неоарктик око 3500. године пре нове ере комплетирала је оно што се генерално сматра насељавањем домородачких народа Америке.
Прво познато европско насеље у Америци основао је нордијски истраживач Лејф Ериксон. Међутим, ова колонизација никада није постала трајна и касније је напуштена. Шпанска путовања Кристифора Колумба од 1492. до 1504. резултирала су сталним контактом са европским силама (а потом и другим земљама Старог света), што је на крају довело до колумбијске размене и започело период истраживања, освајања и колонизације чији ефекти и последице трају до данашњице. Шпанско присуство укључивало је поробљавање великог броја аутохтоног становништва Америке.
Болести унесене из Европе и Западне Африке похарале су аутохтоне народе, и европске силе су колонизовале Америку. Масовно исељавање из Европе, укључујући велики број слуга под закупом, и увоз афричких робова у великој мери су заменили аутохтоне народе.
Деколонизација Америке започела је Америчком револуцијом током 1770-их и у великој мери је окончана Шпанско-америчким ратом крајем 1890-их. Тренутно скоро сво становништво Америке живи у независним земљама; међутим, наслеђе колонизације и насељавања Европљана је то што Америци даје многе заједничке културне особине, пре свега хришћанство и употребу индоевропских језика: међу којима су првенствено шпански, енглески, португалски, француски и, у мањој мери, холандски.
У Америци живи скоро милијарду становника, од којих две трећине живи у Сједињеним Државама, Бразилу и Мексику. Америка има осам мегаградова (метрополитанских подручја са десет милиона становника или више): Њујорк (23,9 милиона), Метрополитенско подручје долине Мексика (21,2 милиона), Сао Пауло (21,2 милиона), Лос Анђелес (18,8 милиона), Буенос Ајрес (15,6 милиона), Рио де Жанеиро (13,0 милиона), Богота (10,4 милиона) и Лима (10,1 милион).

## Етимологија и именовање
Име Америка први пут је забележено 1507. године. Дводимензионални глобус који је створио Мартин Валдсемилер био је најранија забележена употреба тог појма. Назив је такође кориштен (заједно са сродним изразом Америген) у Cosmographiae Introductio, делу који је написао Матијас Рингман, о Јужној Америци. Назив је применио за Северну и Јужну Америку Герхард Меркатор 1538. годиен. Назив Америка потиче од Americus, латинске верзије имена италијанског истраживача Америга Веспучија. Женски облик Америке усклађен је са женским именима Азије, Африке и Европе.
У савременом енглеском језику, Северна и Јужна Америка се генерално сматрају одвојеним континентима, и заједно се зову Америке, или ређе Америка. Када се говори о унитарном континенту, облик је генерално континент Америка у једнини. Међутим, без разјашњавања контекста, једнина Америка на енглеском се обично односи на Сједињене Америчке Државе.